# 木村勇一
木村 勇一（きむら ゆういち、1954年または1955年  - ）は、日本の地方公務員。新潟市副市長、新潟観光コンベンション協会副理事長を歴任。瑞宝小綬章受章。

## 人物・経歴
法政大学法学部卒業。1980年 (昭和55年) 新潟市役所入庁、健康福祉部保育課長、文化観光・スポーツ部長を経て2015年 (平成27年) 4月 新潟市副市長就任。2018年3月 新潟空港で開催された中国東方航空の「新潟～上海線」の就航20周年を祝う記念セレモニーに中国駐新潟総領事館の副総領事や同社支社長と出席し、経済・文化など様々な交流促進等を強調した。2019年3月 副市長退任。なお副市長の定員は3人だが中原八一市長は木村の退任後2人体制とした。市役所退職後は公益財団法人新潟観光コンベンション協会副理事長。2022年10月 休止していた「那覇～新潟」間の航空便3年ぶりの就航に貢献した。

## 栄典
- 2025年春の叙勲で地方自治功労により瑞宝小綬章を受章[1]。